# Reinier Swanenburg (1743-1801)
Reinier Swanenburg (gedoopt Gouda, 31 mei 1743 – aldaar begraven, 17 november 1801) was een Nederlandse regent en burgemeester van Gouda.

## Leven en werk
Swanenburg werd in 1743 geboren als zoon van de steenfabrikant Leonard Swanenburg en diens tweede vrouw Maria van Gilst. Hij erfde onder andere de steenplaats IJsselvrucht in Moordrecht aan de Hollandse IJssel van zijn vader. Swanenburgh studeerde rechten in Leiden. Hij promoveerde in 1765 aan de Leidse universiteit. In datzelfde promotiejaar schreef hij inscripties in liber amicora van de bevriende oriëntalist en hebraïcus Henricus Albertus Schultens (1749-1793) en predikant Henricus Weyland (1736-1806). Na zijn afstuderen vervulde hij diverse regentenfuncties in zijn geboorteplaats Gouda. Hij was kapitein van de schutterij, librijemeester, schepen, schepencommissaris, ontvanger, kerkmeester, aalmoezenier, adjunct ter dagvaart, politiemeester, commissaris huwelijkse zaken, scholarch, commissaris van de waterschappen, weesmeester, thesaurier-fabrieksmeester en schepenmeester. Van 1781 tot 1795 was hij lid van de Goudse vroedschap. In de periode 1789 tot 1795 was hij viermaal burgemeester. Daarnaast was hij ook hoogheemraad van de Krimpenerwaard.
Swanenburg behoorde in Gouda tot de orangisten. In 1787 werd hij president-schepen. Na 1795 was zijn bestuurlijke rol in Gouda uitgespeeld. Hij woonde in Gouda in het huis "De grauwe gans" aan de Oosthaven, dat door zijn gelijknamige grootvader de belastingpachter Reijnier Swanenburg in 1730 was gekocht en waar ook zijn ouders hadden gewoond. Swanenburg was ongehuwd. Hij overleed in november 1801 op 57-jarige leeftijd in zijn woonplaats Gouda. Hij werd begraven in de Sint-Janskerk aldaar.
- International Standard Name Identifier: 0000 0003 9274 7293
- Nederlandse Thesaurus van Auteursnamen: 239891236
- Virtual International Authority File: 286824967
- WorldCat: E39PBJv4gPryRgMP4m47HK8XBP